# 장고도항
장고도항은 충청남도 보령시 오천면 삽시도리, 장고도 섬에 있는 어항이다. 지방어항으로 지정하여 관리하고 있다. 시설관리자는 보령시장이다.

## 어항구역
장고도항의 어항구역은 다음과 같다.
- 수역
  - 남단풀 상산뿌리 기점(X=320,910  Y=140,627)으로부터 정동방향으로 422m, 이 점에서 정북방향으로 600m, 이 점에서 정서방향 육지측기점(X=321,510 Y=140,565)으로 그은 선내의 공유수면
- 육역
  - 충청남도 보령시 오천면 삽시도리 871-1 (도로)
  - 충청남도 보령시 오천면 삽시도리 871-2 (잡종지)
  - 충청남도 보령시 오천면 삽시도리 871-3 (제방)